# Giuseppe Groppelli
Giuseppe Groppelli (Venezia, 11 febbraio 1675 – Venezia, 8 febbraio 1735) è stato uno scultore italiano.

## Biografia
Fu il secondogenito di Giovanni Battista Groppelli ed ebbe come padrino di battesimo Giuseppe Sardi. Anch'egli scultore, fu apprendista presso il fratello maggiore Marino. Successivamente ebbe una propria bottega assieme fratello minore Paolo. Qui lavorò collaborando come intagliatore e decoratore (come nel caso dell'altare maggiore dei Gesuiti a Venezia dove aiutò il Torretto) cosicché ben poche opere sono riconducibili esclusivamente alla sua mano. È il caso del San Grisogono, del 1712, anche firmato, ora nella collezione d'arte sacra di Zara, oltre ad alcuni putti ed angeli adoranti nelle chiese della Madonna della Salute (1725) e della Madonna di Loreto sempre a Zara ed altri putti (posti attorno alla statua della Madonna con il Bambino del fratello Paolo) nella chiesa Santa'Antonio Abate di Lussingrande. Fra le opere di cui si discute ancora la precisa attribuzione sono da segnalare le due statue allegoriche del Tatto e della Ragione (dopo il 1928) nella Villa Giovannelli Colonna di Noventa Padovana che presentano alcune differenze stilistiche e sono firmate sul piedistallo con un diverso ordine dei nomi dei fratelli: nel Tatto è inciso "Pavlo et Givseppe Fratelli Grope[lli]" e nella Ragione invece "Givseppe et Pavlo Fratel(l)i Gropelli".
Naturalmente molto più cospicua fu l'attività nella collaborazione di bottega con il fratello Paolo.

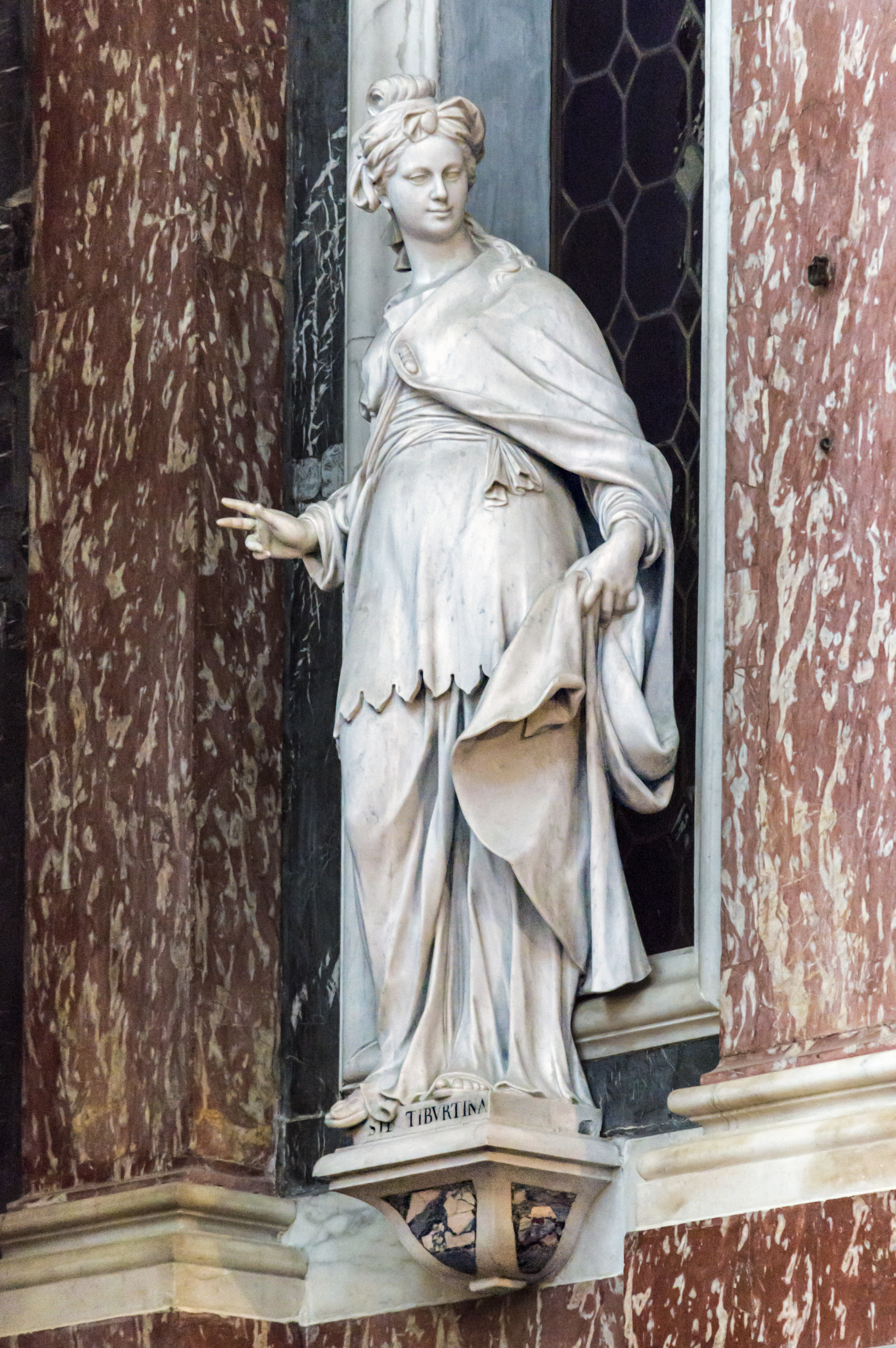
Giuseppe e Paolo Groppelli, Sibilla Tiburtina, Chiesa degli Scalzi, Venezia
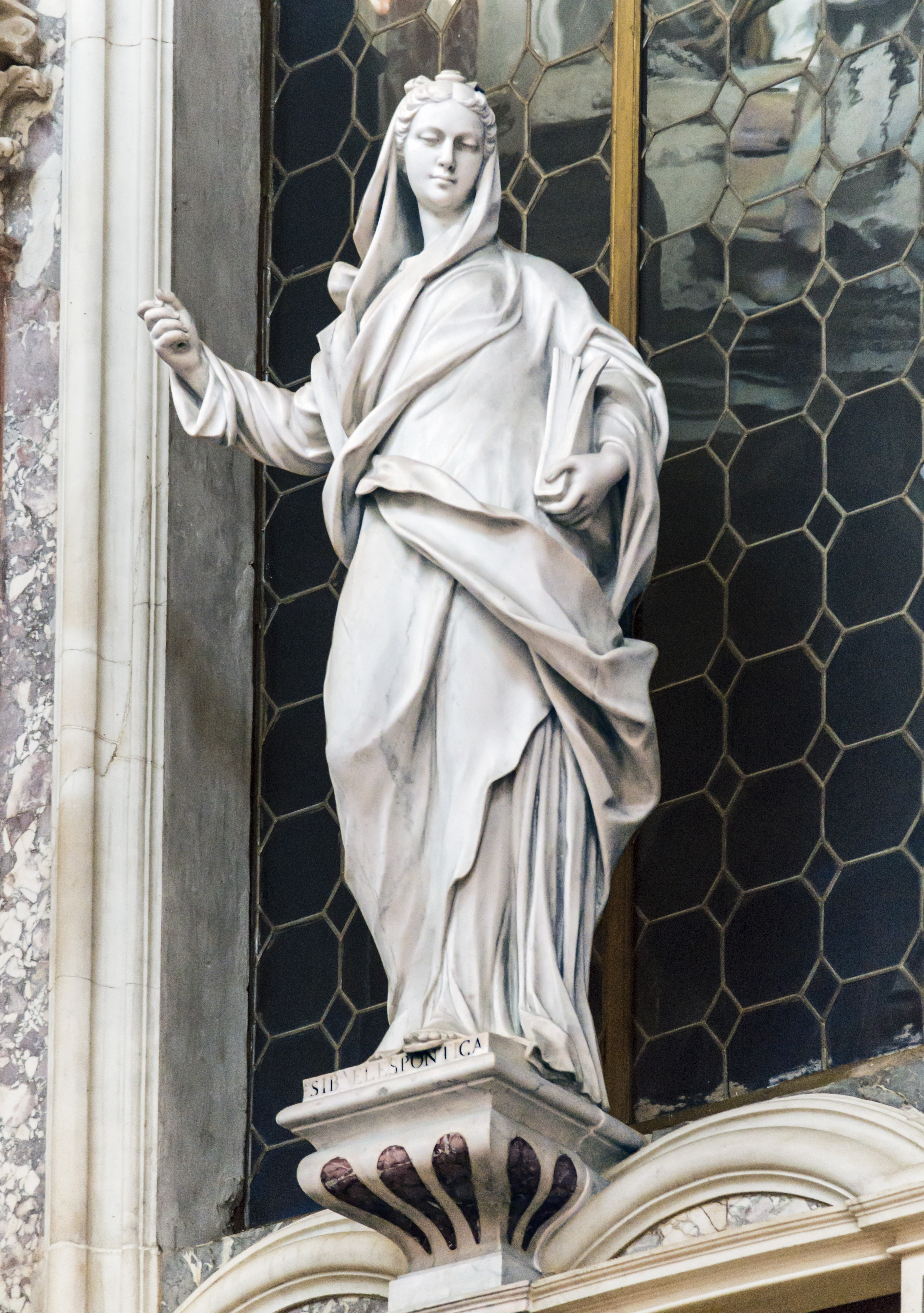
Giuseppe e Paolo Groppelli, Sibilla Ellespontica, Chiesa degli Scalzi, Venezia
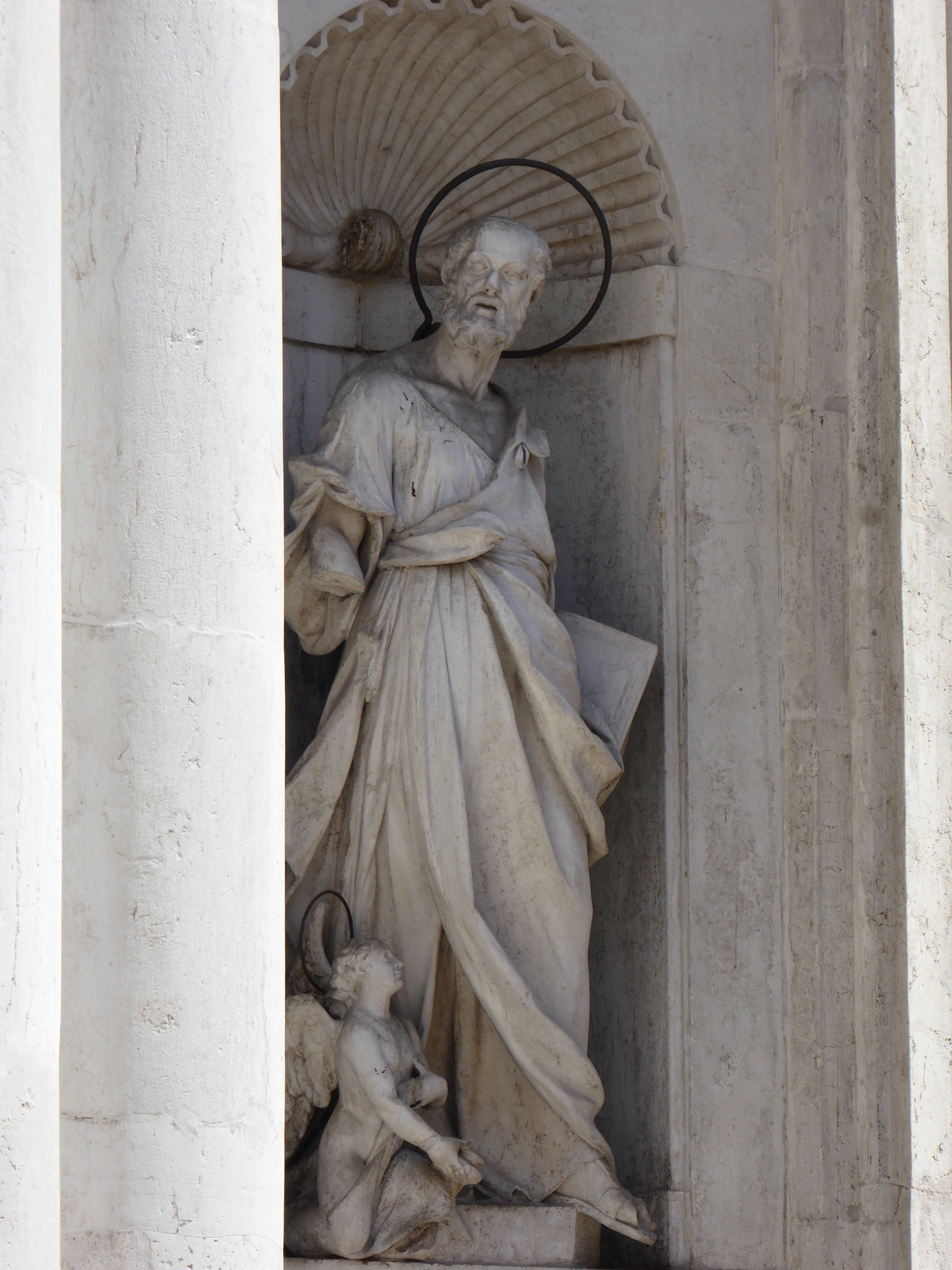
Giuseppe e Paolo Groppelli, San Matteo, Chiesa dei Gesuiti, Venezia
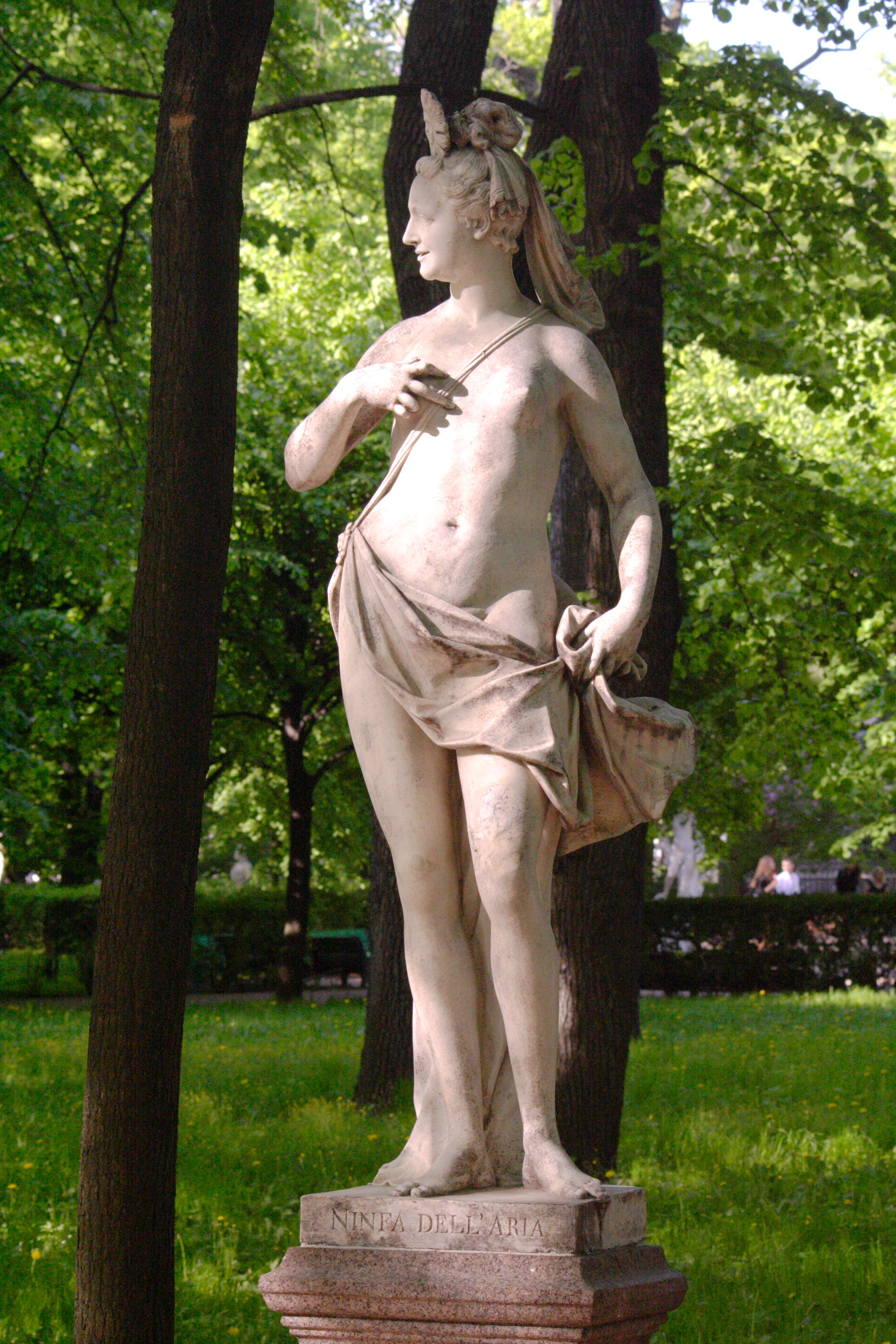
Giuseppe e Paolo Groppelli, Ninfa dell'Aria, Giardino d'estate, San Pietroburgo